# リッチモンド公園
リッチモンド公園（Richmond Park）は、ロンドン南西リッチモンド・アポン・テムズ区にある955ヘクタールの広大な公園である。ロンドンにある王立公園 (en) としては最大で、イギリス全体でも壁で囲まれた都市公園としてはバーミンガムのサットン公園に次ぐ広さである。ヨーロッパではヴァンセンヌの森やアムステルダムセ・ボスが同規模である。
リッチモンド、ハム、キングストン・アポン・テムズ、ウィンブルドン、ローハンプトン、イーストシーンといった街に囲まれている。アカシカとダマジカの生息地として有名で、600頭を越える鹿が生息している。

## 園内の主な名所

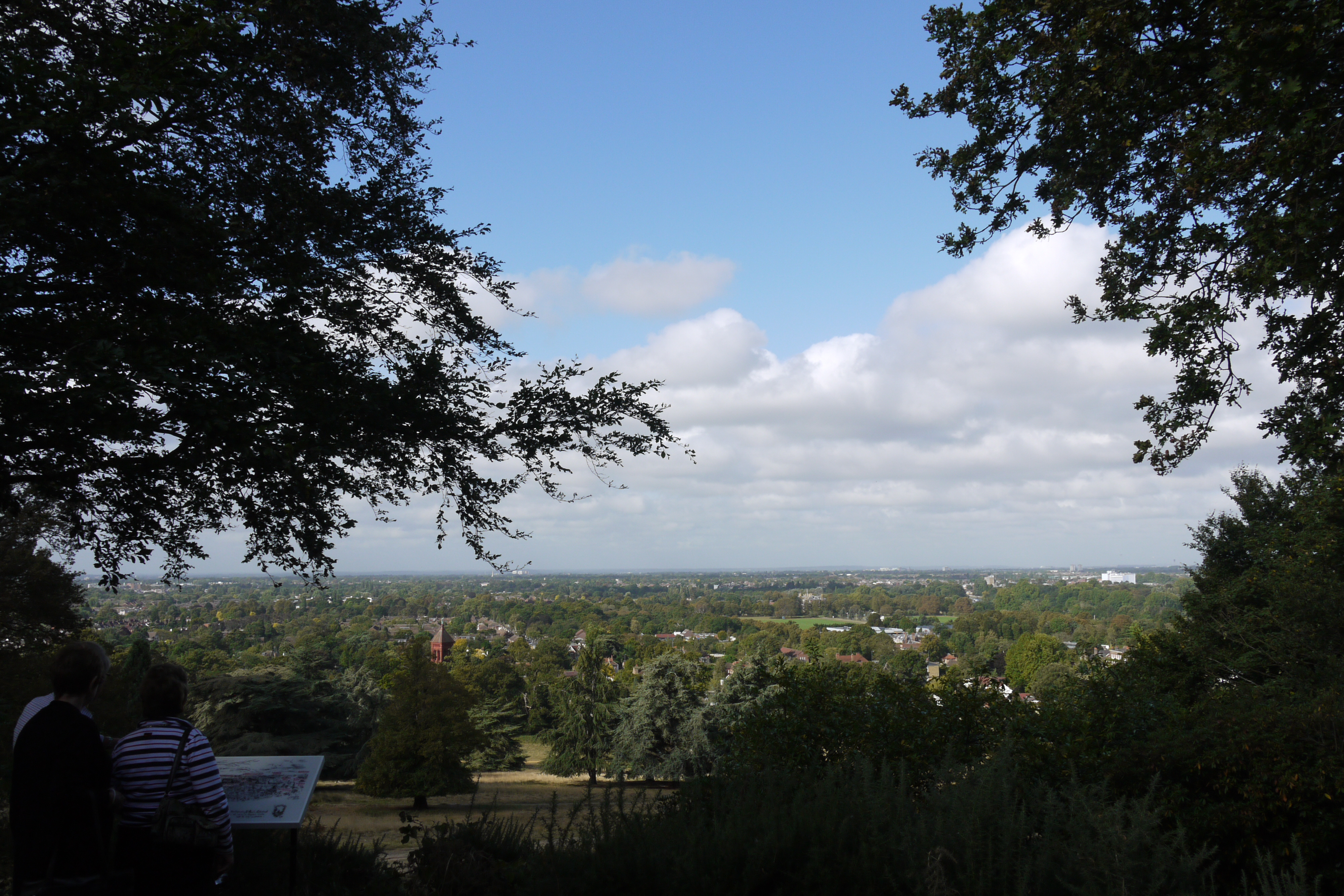
ヘンリー8世の小山からの眺め（西方）

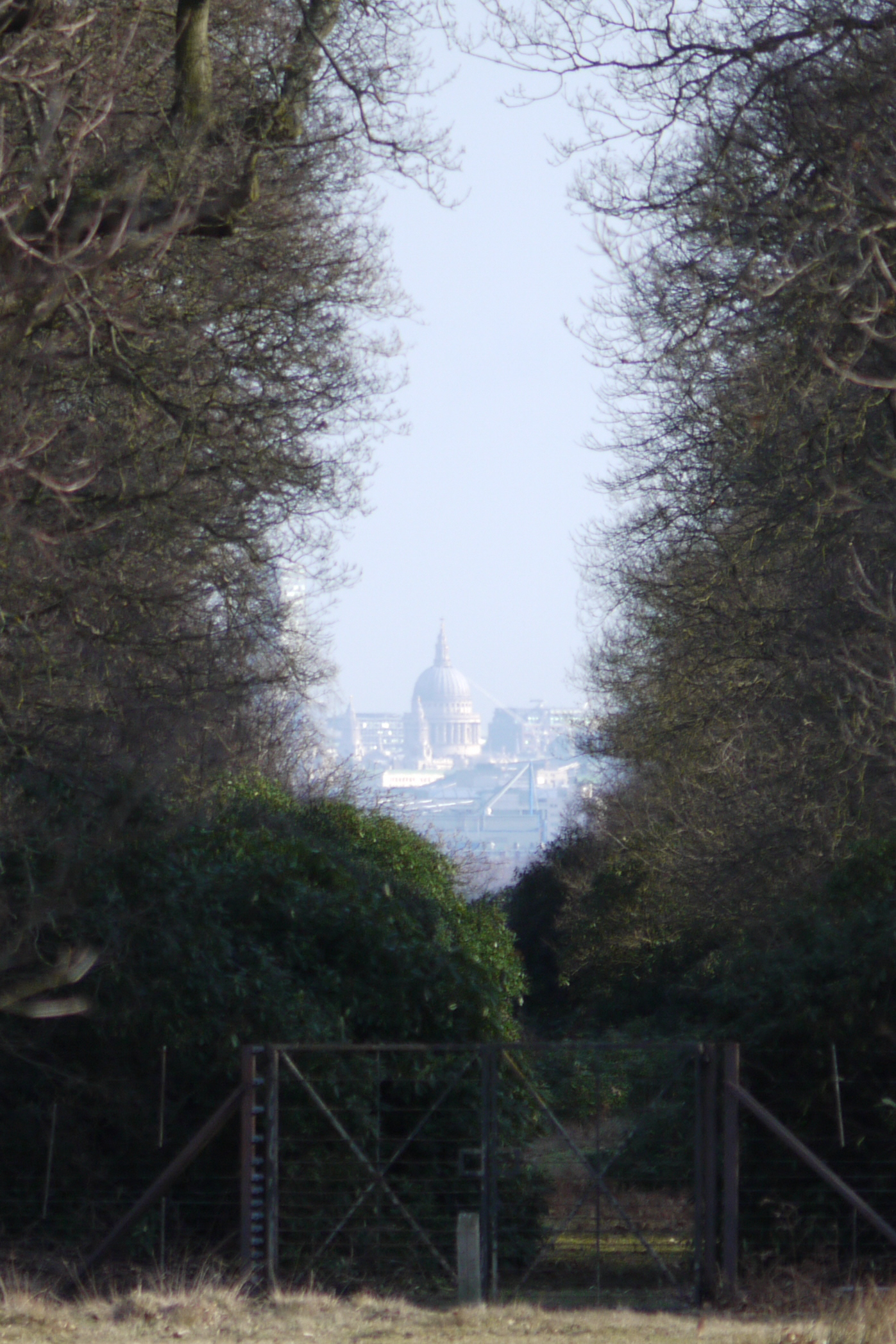
ヘンリー8世の小山からセント・ポール大聖堂を望む。

イザベラ・プランテーションは、リッチモンド公園の中でも重要かつ魅力的な森林である。
ヘンリー8世の小山からセント・ポール大聖堂が見渡せる眺めは保護対象となっている。また、ロンドン中心部のロンドン・アイ、タワー42、30セント・メリー・アクスもまとめて見渡せる。
公園内にはいくつか有名な建物がある。そのうち10の建物と公園を囲む壁が保護対象とされている。
- ペンブローク・ロッジは付随する建物や庭園と共に公園内にある。元々は初代ラッセル伯ジョン・ラッセルの邸だったが、現在はレストランになっている。
- ホワイト・ロッジはジョージ1世の狩猟用のロッジだったが、ロイヤル・バレエ団付属の学校（ロイヤル・バレエ学校）としてかなり以前から使われている。
- ゲートハウスを除くと、他に4棟の建物が公園内にある。Thatched House Lodge、Holly Lodge、White Ash Lodge、Oak Lodge である。かつて Bog Lodge と呼ばれていた Holly Lodge には、ビジターセンター（予約のみ）、公園管理事務所、ロンドン警察王立公園警備部門の基地がある。

### ヘンリー8世の小山
ヘンリー8世の小山は公園内で最も標高が高く、ペンブローク・ロッジの近くにある。小山自体が公園より古くからあるとの憶測もあり、古墳ではないかとも言われている。
小山からは東に約16kmの距離にあるシティ・オブ・ロンドンのセント・ポール大聖堂が見渡せる。小山の上に望遠鏡が設置されていて、さらに詳細に眺めることもできる。この眺めは保護対象 (en) となっており、大聖堂の両側についてドーム1.5個ぶんの幅の眺めを遮る建物を建てることが規制されている。2005年、ロンドン市長（ケン・リビングストン）はこの規制を緩和し、幅をドーム0.5個ぶんにしようとしたが、最終的にどうするのかはまだ明らかになっていない。小山から西を見るとテムズ川の渓谷が見渡せる。

## 植生
公園内の土壌は低地の酸性土壌である。草地は鹿などが食べることで茂り過ぎないよう管理されている。数多くの森や雑木林があり、一部は一般人の寄贈によって作られた。
そのうちの1つがイザベラ・プランテーション (Isabella Plantation) で、第二次世界大戦後に既存の森に手を入れて作られた森林庭園であり、素晴らしい動植物の豊かさを見せている。ここを目当てに公園を訪れる人も多い。
母后の雑木林 (Queen Mother's Copse) はエリザベス2世の母后エリザベス・ボーズ＝ライアンを悼んで作られた小さな三角形の囲いで、ロビンフッド門とハム門の間の森林丘にある。
Two Storms Wood はシーン門から少し入ったところにある。この囲いの中には非常に古い木がいくつかある。
Bone Copse は2005年に命名された。1988年 Bessie Bone という女性が亡くなり、その記念に公園内に植樹をしたのが始まりである。その後も毎年植樹を続け、1994年には夫の Frederick Bone も亡くなった。毎年の植樹は今もその子供たちが続けている。

## 野生動物

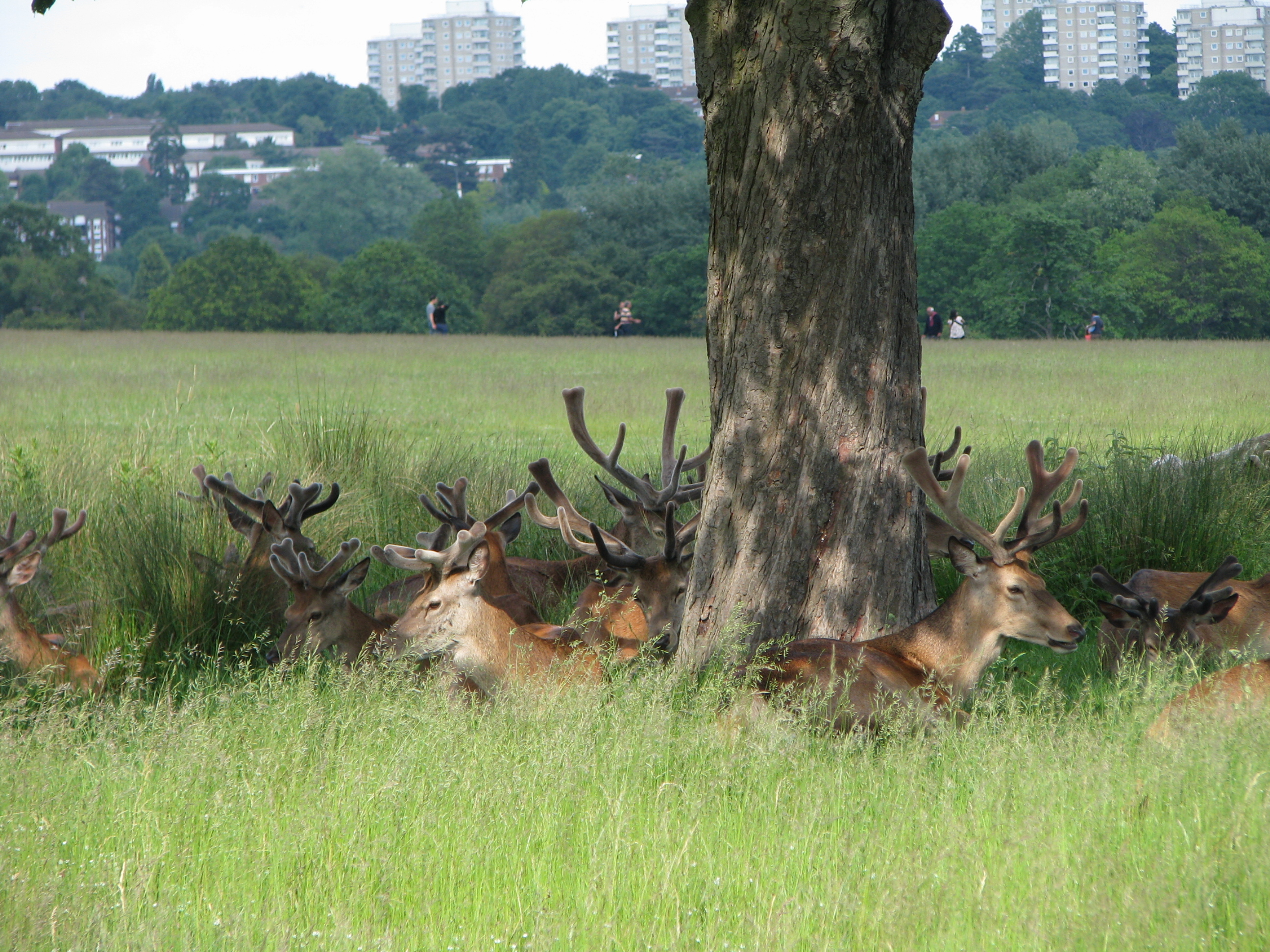
リッチモンド公園内の鹿（2010年6月）

リッチモンド公園は自然保護区域に指定されており、クワガタムシの保護地域にも指定されている。
アカシカとダマジカの群れが公園内を自由に歩き回っている。生息可能な状態を保つため、毎年11月に間引きを行っている。
公園内の鹿の多くは Borrelia burgdorferi という真正細菌に感染しており、マダニを介して人間に感染するとライム病を発症する。この菌はスピロヘータの一種で、スピロヘータは梅毒、レプトスピラ症、回帰熱、ライム病の病原菌である。
公園内には鹿以外にも様々な野生生物が生息している。キツツキ、リス、ウサギ、クワガタムシなどの各種昆虫、多くの古い樹木、様々な菌類が確認されている。
リッチモンド公園にはワカケホンセイインコと見られる鳥も数多く生息している。ペットとして飼われていたものが逃げたか、放たれて繁殖したものと見られている。

## 歴史
エドワード1世の治世 (1272–1307) のころ、この地域は Manor of Sheen と呼ばれていた。ヘンリー7世の時代に「リッチモンド」と呼ばれるようになった。
1625年、チャールズ1世はロンドンで流行したペストから逃れるために宮廷をリッチモンド宮殿に移し、その後この地を鹿の狩猟場とした。1637年、チャールズ1世はこの地を壁で取り囲むことを決めた。この決定は地元民には不評だったが、チャールズ1世は一般歩行者の通行を許可した。部分的に再建や補強をしながら公園の壁はそれ以来ずっと存在している。リッチモンド公園はイギリスで最小の国立公園として存続している。
公園と接している全ての住宅には “Richmond Park Freebord”という一種の封建的料金が課せられており、毎年2ポンドから200ポンドを支払うことになっている。

## ロッジ

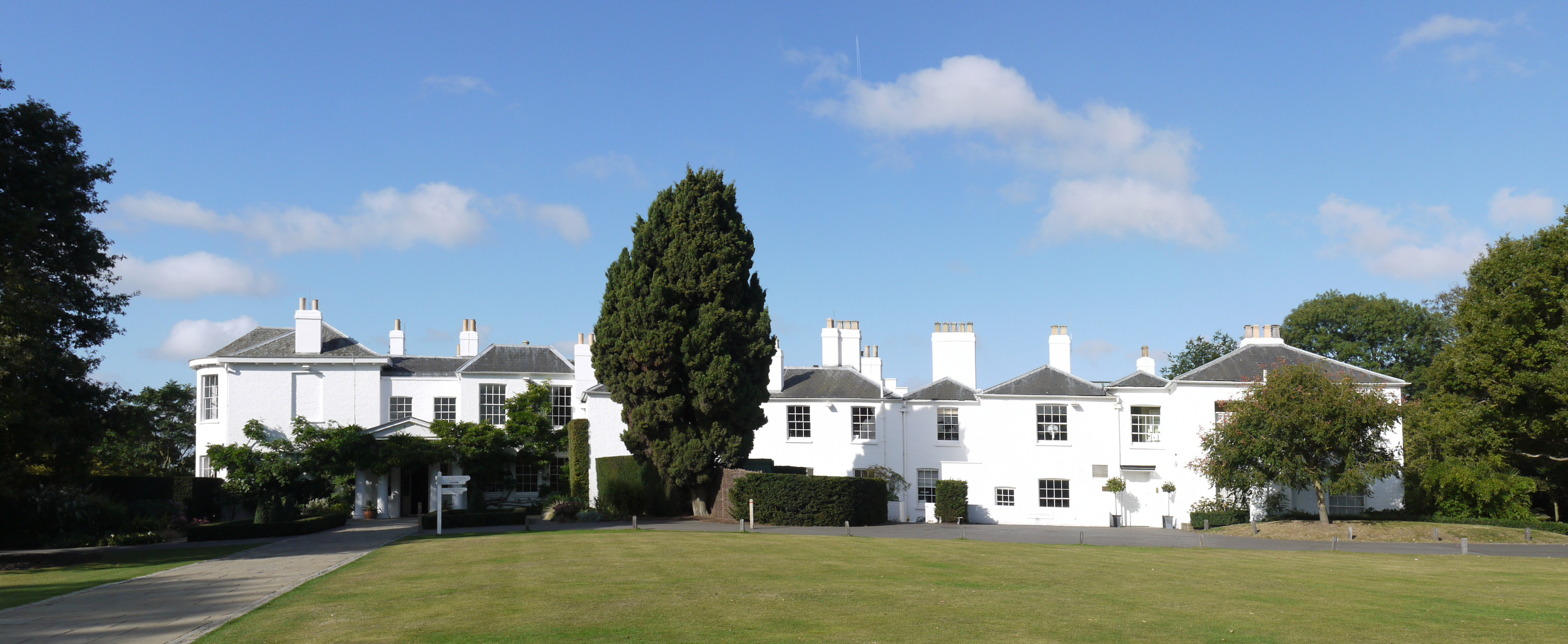
ペンブローク・ロッジ

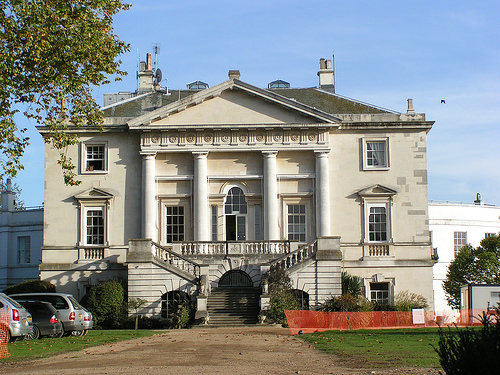
ホワイト・ロッジ

### ペンブローク・ロッジ
1847年、ペンブローク・ロッジに時の首相ジョン・ラッセル (初代ラッセル伯爵) が居住し、後には孫の哲学者バートランド・ラッセルが幼少期を過ごした。今では景色のよいレストランとなっている。

### ホワイト・ロッジ
1727-1730年の間に国王ジョージ2世のハンティング・ロッジとして建造されたのがホワイト・ロッジである。1955年以降はロイヤル・バレエ学校がホワイト・ロッジ校を開校している。

## アクセス
この公園は高い壁に囲まれていて、いくつかの門がある。門には歩行者専用のものと車両も通行できるものがある。車両が通行できる門は日中しか開いておらず、園内の制限速度は20マイル毎時になっている。タクシー以外の営業車の通行は禁止されている。
車両の通行できる門は、シーン門、リッチモンド門、ハム門、キングストン門、ローハンプトン門である。2003年まではロビンフッド門もあったが、交通緩和策として閉鎖され、今後も開かれない見込みである。
鹿の間引きの期間を除いて、歩行者は24時間常に園内に入ることができる。そのため昼夜を問わず自転車を走らせる人やジョギングする人が見られる。鹿の間引きが行われている期間はほとんどの門が閉鎖される。閉鎖の約1カ月前から警告表示がなされる。
この公園にはブライドルウェイと自転車道がある。主要な入口にある掲示板に地図と規則が表示されている。ここのブライドルウェイは通常のものとは異なり、乗馬専用となっている。1997年、舗装された道以外の場所を自転車で通行することが法律で禁止された。
2005年まで公園内の取り締まりは独自の警備隊が行っていたが、現在はロンドン警視庁の王立公園警備部門が行っている。従来は騎馬警官がパトロールしていたが、現在は四輪駆動車でパトロールしている。
バーベキューなど火を使う行為は禁止されている。ラジオ、楽器など音の出るものも禁止されている。商業目的での撮影には許可が必要。
自然保護区域に指定されているため、犬を連れて入る場合は決して放してはならない。また、公園内に落ちている朽木などは昆虫のためにあるとされており、犬を遊ばせるのにそういったものを使ってはならない。